# Inka 1946
Inka 1946. Ja jedna zginę – spektakl telewizyjny Sceny Faktu Teatru Telewizji z 2006, którego autorem jest Wojciech Tomczyk. Opowiada o mordzie sądowym na sanitariuszce Danucie Siedzikównie z 5 Brygady Wileńskiej AK.
Konsultantami historycznymi przy produkcji spektaklu byli Waldemar Kowalski i Piotr Szubarczyk.

## Fabuła
Teatralna Inka – Danuta Siedzikówna – przeżyła śmierć matki zamordowanej przez gestapo w Białymstoku w 1943. Ojciec zmarł w Teheranie po opuszczeniu sowieckiego łagru. Osierocone siostry, Inkę i jej rodzeństwo, wychowywała babcia. Bohaterka była sanitariuszką AK. Została skazana na karę śmierci za przyłączenie się do oddziału majora Szendzielarza ps. Łupaszko, podporządkowanego legalnym władzom Rzeczypospolitej na uchodźstwie. Sędziowie oparli się na fałszywych zeznaniach milicjantów, zresztą nie do końca ją obciążających. W grypsie do babci Siedzikówna napisała: „Powiedzcie mojej babci, że zachowałam się jak trzeba.”

## Obsada
- Karolina Kominek-Skuratowicz jako Inka (Danuta Siedzikówna)
- Michał Kowalski jako Stawicki
- Kinga Preis jako Maria
- Lech Mackiewicz jako Jerzy
- Agnieszka Podsiadlik jako Regina
- Wojciech Czerwiński jako Kulikowski
- Piotr Jankowski jako Anderman
- Małgorzata Oracz jako pani
- Maciej Brzoska jako Konus
- Filip Cembala jako Poker
- Kazimierz Mazur jako Mazur
- Adam Graczyk jako Czajka
- Sławomir Lewandowski jako fotograf
- Marta Kalmus jako pani Tarasiewicz
- Chrystian Kamiński jako chłopak
- Marta Chodorowska jako Jadzia Mikołajewska
- Katarzyna Rabczuk jako Helena Mikołajewska
- Karina Iwaszko jako strażniczka
- Wioletta Nawrocka jako strażniczka II
- Michał Buczek jako dowódca
- Jakub Drewa jako Barman
- Piotr Bala jako Ratajczyk
- Krzysztof Skonieczny jako Borkowski
- Jarosław Boberek jako Bablich
- Jacek Malarski jako Adamski
- Wojciech Namiotko jako ubek
- Helena Marek jako żona milicjanta
- Grzegorz Wolf jako sędzia
- Marcin Drelicharz jako prokurator
- Rafał Leszczyński jako sędzia II
- Andrzej Pieczyński jako mecenas
- Agata Nowicka jako asystentka
- Paweł Kowalski jako ksiądz
- Paweł Czajka jako ubek
- Piotr Plichta jako ubek II
- Arkadiusz Brykalski jako Suchocki
- Maciej Aszemberg jako lekarz
- Mariusz Żarnecki jako Zagończyk
- Dariusz Siastacz jako Wójcik
- Michał Nowaczyk jako młody Nowicki
- Stanisław Michalski jako stary Nowicki
- Michał Brusznicki
- Daniel Degórska
- Jerzy Krzyżak
- Bronisław Niemczyk
- Damian Płotka

## Nagrody
Spektakl został nagrodzony w 2007 na Krajowym Festiwalu Teatru Polskiego Radia i Teatru TV „Dwa Teatry” w Sopocie. Nagrodę przyznano Pawłowi Szymańskiemu za muzykę do przedstawienia.